# Vilim Isárnez
Don Vilim Isárnez (španjolski: Guillermo Isárnez) bio je španjolski plemić i grof Ribagorze u srednjem vijeku.
Bio je sin grofa Isarna de Ribagorze i njegove nepoznate ljubavnice te tako nećak Ave, grofice Kastilje.
Djetinjstvo je proveo pod zaštitom svoje bake, gospe Gersende. Kao mladi tinejdžer je otišao na dvor svog bratića, grofa Sanča Garcíje od Kastilje, sina Ave od Kastilje.
Isarna je naslijedila njegova druga sestra, Toda (Tota), koja je postala supruga svog bratića Sunyera od Pallarsa. To je znatno uzbudilo grofa Sanča, čija je sestra, Mayor, bila supruga Don Rajmonda, sina grofa Sunyera (on je poslije postao Ramón III. od Pallarsa Jusse).
Don Ramón, njegova žena Mayor i Don Vilim vladali su zajedno Ribagorzom. Vilim je čak samostanu zvanom Santa Maria de Lavaix donirao novac, a kasnije su Mayor i njezin muž dali samostanu jedno selo.
Vilima su ubili stanovnici Aranske doline 1017. ili 1018.
Vilima je naslijedio kralj Sančo III.